# はじめてのWii

海外版のロゴ

『はじめてのWii』（はじめてのウィー、英: Wii Play）は、任天堂より発売されたWii専用ゲームソフト。

## 概要
老若男女を問わず楽しむことができるソフトとして展開された「Touch! Generations」の1つ。Wiiの特徴であるWiiリモコンの機能を活かしたゲームが9つ収録されており、ゲームを楽しみつつWiiリモコンの操作を身につけることができるよう配慮されたゲームソフトである。全てのゲームにおいて、1人、あるいは2人で遊ぶことができる（2人で遊ぶにはWiiリモコンが2つ必要）。
似顔絵チャンネルで作成したMiiに対応しており、Miiごとにプレイヤーのプレイ記録が保存できる。
日本、オーストラリア、欧州連合ではWiiのローンチタイトルとして発売された。Wiiリモコン（日本での単体価格は3,800円）1つと同梱のセット『はじめてのWiiパック』（4,800円）として販売され、ソフト単品での発売はされない（単純計算でのソフト単品価格は1,000円）。なお、2007年10月より出荷されている商品にはWiiリモコンジャケットも同梱されており、パッケージデザインも異なる。

## ゲーム内容
ゲーム開始時はステップ1しか選べないが、一度プレイすると次のステップのゲームが遊べるようになる。
ステップ1 シューティング
ポイントする操作に慣れることができるゲーム。
画面に出てくる標的をポイントして撃ち落とすシューティングゲーム。レベル1-5までをプレイし、標的はそれぞれ風船、的、クレー、缶、UFOである。また、レベルに関係なく鳥が登場し、打つと高得点を獲得できる。狙いを外さず連続してヒットさせるとボーナス点が入る。
UFOは、画面上に出てきたプレーヤー自身のMiiをさらおうとする（1人プレイの際には自分のMiiが6人、2P対戦の際には各々のMiiが3人ずつ出てくる）。UFOが全ていなくなったあと、残っていたMiiの数×10ptが加算される。Miiがすべてさらわれてしまった場合はそこでゲーム終了となる。
鳥とクレーの元ネタはファミリーコンピュータで発売されていた光線銃シリーズ『ダックハント』での標的。缶は『ホーガンズアレイ』の物。
1人プレイで2PのWiiリモコンを押すと2Pの照準が追加され、Wiiリモコン2つで二丁拳銃のように遊んだり、2人で協力して遊んだりすることができる。
対戦プレイではプレイヤー同士で得点を競う内容となる。
ステップ2 あのMiiをさがせ
ポイントする操作に慣れることができるゲーム。
画面に表示されるMiiの中から、指定されたMiiを探し出すゲーム。似顔絵チャンネルでMiiを作成している場合、それらが問題に多数登場する。
指定のMiiを見つけると残り時間が増える（最初は15秒からスタートで最大120秒まで増える）が、間違ったMiiを指すと減ってしまう。残り時間が0になるとゲーム終了で、クリアしたレベルが記録される。
対戦プレイではプレイ内容による残り時間の増減がなく、決められた時間内で多くのMiiを見つけられた方が勝利となる。
ステップ3 ゆびさしピンポン
卓球。サーブの時にAボタンを押す以外は、ボタン無しで遊ぶことができる。
Wiiリモコンを前後に動かすことによって打ち返すことができる。打つ時のラケットの左右の動きでボールの飛ぶ方向が決まる。
コンピューターが相手となってプレイをする（ほぼ確実に打ち返してくるため、100回打ち返せというノルマがある。ノルマ達成後はノルマがなくなり、回数が記録されるようになる）。
2人対戦の場合は先に11点取った方の勝ちとなる。サーバーは途中で交代し、たまに画面が上下反転する。
ステップ4 ポーズMii
上から落ちてくる泡の中に描かれたシルエットに当てはまるよう、Wiiリモコンをひねり自分のMiiを同じ向きにする。泡が3回下まで到達するとゲームオーバーで、それまでの得点が記録される。
対戦プレイでは3回泡が落ちるまでにより多くのシルエットにはめたほうが勝利。
ステップ5 ホッケー
エアホッケー。Wiiリモコンでパドルを操作し、互いにパックを相手のゴールへ入れることを競う。制限時間は120秒。カウントダウン時にA+Bを押すと、パドルの形を変更できる。
対戦プレイでは先に8ポイントを先取した方が勝利（デュース、時間制限はない）。
ステップ6 ビリヤード
ビリヤード。9つのボールを何打で全てポケットできたかを記録される。打数ごとに規定の得点が有り、そこからファールをした回数×3点が減点される。
対戦プレイではポケットしたボールの番号が自分の得点となり、その点数を競う。
ステップ7 つり
池のなかを泳ぐ魚を釣る。ボーナス魚が決まっており、それを釣り上げると得点は2倍となる。逆に雑魚を釣ると50点減点される。操作はリモコンを釣り竿に見立てて行う。
ステップ8 牛ダッシュ!
牛に乗ってコースを走り、カカシを倒してゴールを目指すゲーム。倒したカカシの数とゴール到達時点での残り時間が記録される。操作はリモコンを横に持ち、前に傾けると加速、後ろに傾けると減速、左右に傾けると操舵となる。リモコンを勢いよく上に上げると牛がジャンプする。スタートと同時にWiiリモコンを傾けると、スタートダッシュができる。
対戦プレイではゴールがなく、制限時間内に倒したカカシの数を競うプレイとなる。
ステップ9 タンク!
Wiiリモコンとヌンチャクを使用し戦車を操作し、敵の戦車を破壊する。ヌンチャクが無くても遊ぶことができる。敵戦車は全部で9色あり、それぞれ性能が異なる。
跳弾や地雷などのギミックを駆使し、全20面に挑む。初回プレイではミッション20をクリアすると終了となるが、一度ミッション20までクリアすると21～100面のステージにも進むことが可能。ただしミッション20より後は10の倍数番目のミッションを除いて、ランダムに戦車が配置される。5の倍数のミッションをクリアすると、ミッションボーナスとして残機が1台増える。砲弾に触れたり地雷に巻き込まれるとミスとなり、残機が全てなくなるとゲームオーバー。そこまでに撃破した戦車の数が記録される。
対戦プレイでは20面固定で、2人が共にやられてしまうまでに撃破した戦車の数を競う。残機・ミッションボーナスはない。

### Wiiランク
各ゲームごとにレコードが付けられ、一定数以上のスコアを獲得するとWiiランクが取得できる。
Wiiランクの種類には、評価の高い順にプラチナ・金・銀・銅の4つがある。取得時にはWii伝言板にそれぞれのミニゲーム・ランクに応じて様々なメッセージが記録とともに送信される（例えば、シューティングでプラチナを獲得すると「百発百中王」など）。さらに、全てのミニゲームでWiiランクを獲得すると、Wii伝言板にランクに応じたさらなるメッセージが送信される。

## 開発
開発は任天堂情報開発本部。Wiiリモコンの特徴を活かした試作品の中から、スポーツ向けは『Wii Sports』（日本では本作と同日発売のWiiのローンチタイトル）、ファミリー向けは本作にゲームが割り振られた。

## 評価
週刊ファミ通のクロスレビューでは、40点満点中28点 (7/7/6/8) で評価された。
2009年現在、『スーパーマリオブラザーズ』や『テトリス』、『Wii Sports』などの本体同梱ソフト、および『ポケットモンスター』などのバージョンを含まない単品販売において、全世界の歴史上で最も売れたゲームソフトである。
本作について、宮本茂は「このミニゲーム集は、フルプライスを要求できるような完全な形のゲームではない」と認めている。